# Maxey-sur-Vaise
Pour les articles homonymes, voir Maxey-sur-Meuse.
Maxey-sur-Vaise est une commune française située dans le département de la Meuse, en Lorraine, dans la région administrative Grand Est. Ses habitants sont appelés les Saurciers.
La commune de Maxey-sur-Meuse, dans le département des Vosges, n'est distante que de dix kilomètres.

## Géographie

### Localisation
Les villages proches de Maxey-sur-Vaise sont : Taillancourt à 2 km ; Épiez-sur-Meuse à 2 km ; Champougny à 2,2 km ; Montbras à 2,5 km ; Sepvigny à 2,6 km ; Houdelaincourt à 14,8 km ; Vouthon-Haut à 6,7 km.

### Hydrographie
La commune est dans le bassin versant de la Meuse au sein du bassin Rhin-Meuse. Elle est drainée par la Meuse, le canal de la Haute Meuse, le ruisseau d'Amanty, la Vieille Rivière, la Vaise, divers bras de Ste Libaire et le ruisseau d'Epiez,.
La Meuse, d'une longueur de 486 km, est un fleuve européen qui prend sa source en France, dans la commune du Châtelet-sur-Meuse, à 409 mètres d'altitude, et se jette dans la mer du Nord après un cours long d'approximativement 950 kilomètres traversant la France, la Belgique et les Pays-Bas. 
Le canal de la Haute Meuse, d'une longueur de 12 km, est un cours d'eau naturel non navigable qui relie la commune de Champougny à  à Vaucouleurs, où il se jette dans la Meuse. 

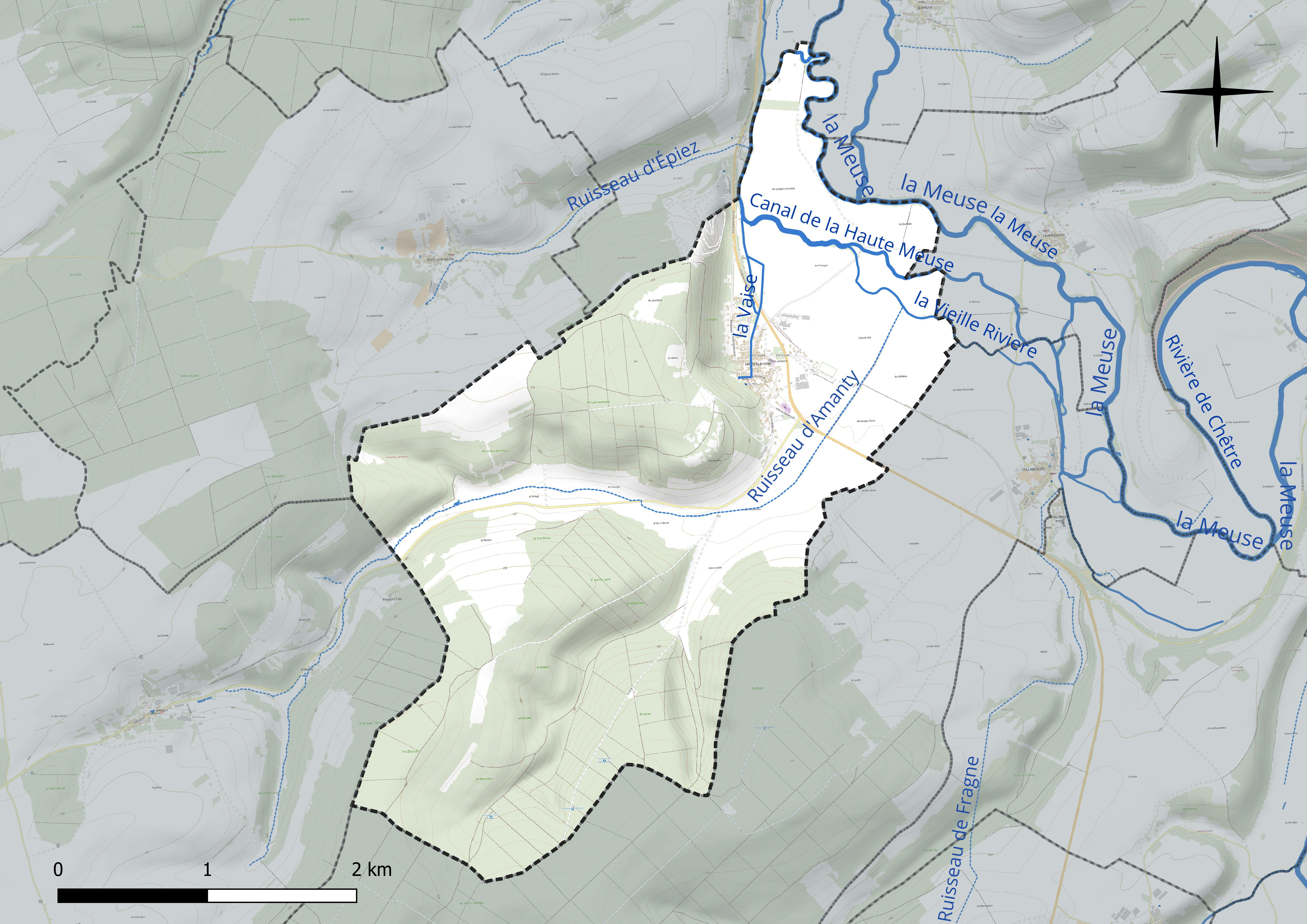
Réseau hydrographique de Maxey-sur-Vaise.

### Climat
Pour des articles plus généraux, voir Climat du Grand Est et Climat de la Meuse.
En 2010, le climat de la commune est de type climat des marges montargnardes, selon une étude du Centre national de la recherche scientifique s'appuyant sur une série de données couvrant la période 1971-2000. En 2020, Météo-France publie une typologie des climats de la France métropolitaine dans laquelle la commune est exposée à un climat océanique altéré et est dans la région climatique  Lorraine, plateau de Langres, Morvan, caractérisée par un hiver rude (1,5 °C), des vents modérés et des brouillards fréquents en automne et hiver. 
Pour la période 1971-2000, la température annuelle moyenne est de 9,8 °C, avec une amplitude thermique annuelle de 16,5 °C. Le cumul annuel moyen de précipitations est de 932 mm, avec 13,4 jours de précipitations en janvier et 9,2 jours en juillet. Pour la période 1991-2020, la température moyenne annuelle observée sur la station météorologique de Météo-France la plus proche, « Rollainville », sur la commune de Rollainville à 20 km à vol d'oiseau, est de 10,3 °C et le cumul annuel moyen de précipitations est de 860,3 mm. 
La température maximale relevée sur cette station est de 39,6 °C, atteinte le 25 juillet 2019 ; la température minimale est de −18,2 °C, atteinte le 20 décembre 2009,,. 
Les paramètres climatiques de la commune ont été estimés pour le milieu du siècle (2041-2070) selon différents scénarios d'émission de gaz à effet de serre à partir des nouvelles projections climatiques de référence DRIAS-2020. Ils sont consultables sur un site dédié publié par Météo-France en novembre 2022.

## Urbanisme

### Typologie
Au 1er janvier 2024, Maxey-sur-Vaise est catégorisée commune rurale à habitat dispersé, selon la nouvelle grille communale de densité à sept niveaux définie par l'Insee en 2022.
Elle est située hors unité urbaine et hors attraction des villes,.

### Occupation des sols
L'occupation des sols de la commune, telle qu'elle ressort de la base de données européenne d’occupation biophysique des sols Corine Land Cover (CLC), est marquée par l'importance des forêts et milieux semi-naturels (59,4 % en 2018), en diminution par rapport à 1990 (61 %). La répartition détaillée en 2018 est la suivante : 
forêts (59,4 %), terres arables (22 %), prairies (13,1 %), zones urbanisées (4,7 %), mines, décharges et chantiers (0,9 %). L'évolution de l’occupation des sols de la commune et de ses infrastructures peut être observée sur les différentes représentations cartographiques du territoire : la carte de Cassini (XVIIIe siècle), la carte d'état-major (1820-1866) et les cartes ou photos aériennes de l'IGN pour la période actuelle (1950 à aujourd'hui).

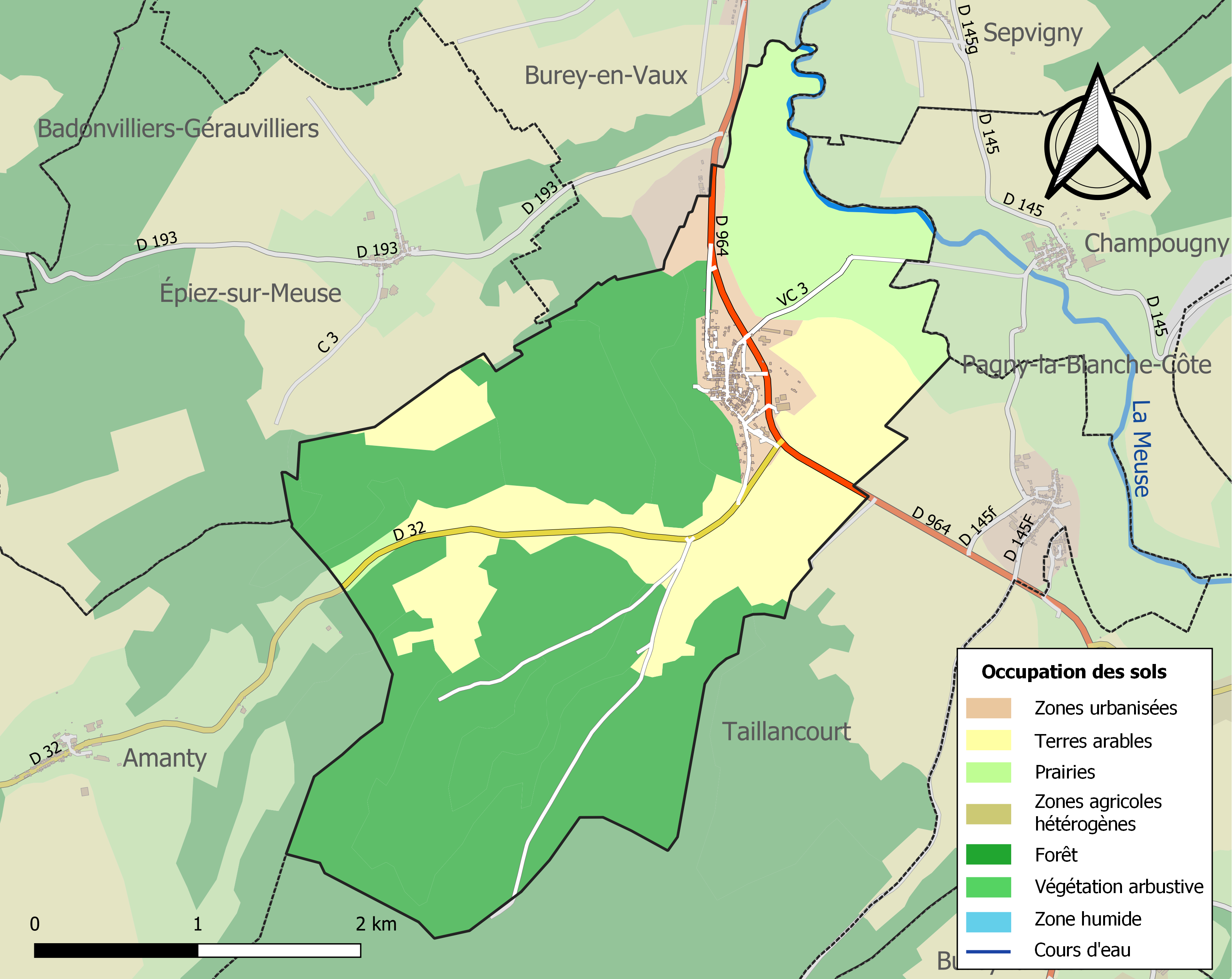
Carte des infrastructures et de l'occupation des sols de la commune en 2018 (CLC).

## Toponymie
Au cours des siècles, on retrouve le village sous différentes appellations : Macey, Massey, Maxel sur Vuaise (1556), Maxey sur Woize (1625), Maxé sur Vuaize (1629), Maxey sur Oize (1701).

## Histoire
Les habitants de Maxey-sur-Vaise se nomment les Saurciers et les Saurcières.
En 1360, à la suite du décès de Willaume de Maxey, jadis appelé le prévôt sauvage, Geoffroy 1er de Foug reçoit le fief des mains de Robert, duc de Bar, pour services rendus. Par le mariage de Marguerite de Foug avec Gaspard de Verrières, une partie de la seigneurie de Maxey-sur-Vaise, qui comprend le moulin Malassis (Malessy) et environ soixante ménages, entre également dans la famille de Verrières.
La famille de Foug conserve le fief jusqu'au décès, en 1551, de Claude de Foug, arrière-arrière-arrière-petit-fils de Geoffroy 1er et mort sans descendance.
Jean-Ambroise de Malabarbe devient ensuite seigneur en partie de Maxey-sur-Vaise. Il est ainsi récompensé pour sa fonction de premier écuyer de la grande écurie du duc de Lorraine. À partir de 1581, il réunit entre ses mains tout ce qu'avait possédé la famille de Verrières. La famille de Malabarbe ou Malabarbe de Borromée était d'origine lombarde (armoiries : « d'azur à un château d'or »). Un membre au moins s'établit en Lorraine à la fin du XVIe siècle et s'allie à la famille Le Bégat, devient seigneur de Ballens-le-Châtel, Villemorien (par mariage avec Elisabeth Le Bégat en 1576) et Maxey-sur-Vaise (« de gueules au château d'or sommé de trois tours de même »).
Plus tard, Louis 1er de Vigneulles (armoiries : « d'azur à cinq annelets d'argent, posés 2 sur 2 sur 1 ou en sautoir ») devient seigneur de Maxey-sur-Vaise à son mariage avec Nicole de Merlet en 1578. En effet, celle-ci avait pris possession de l'intégralité de la seigneurie à la suite de partages complexes. Maxey-sur-Vaise a appartenu à la famille de Vigneulles jusqu'en 1732.

## Politique et administration

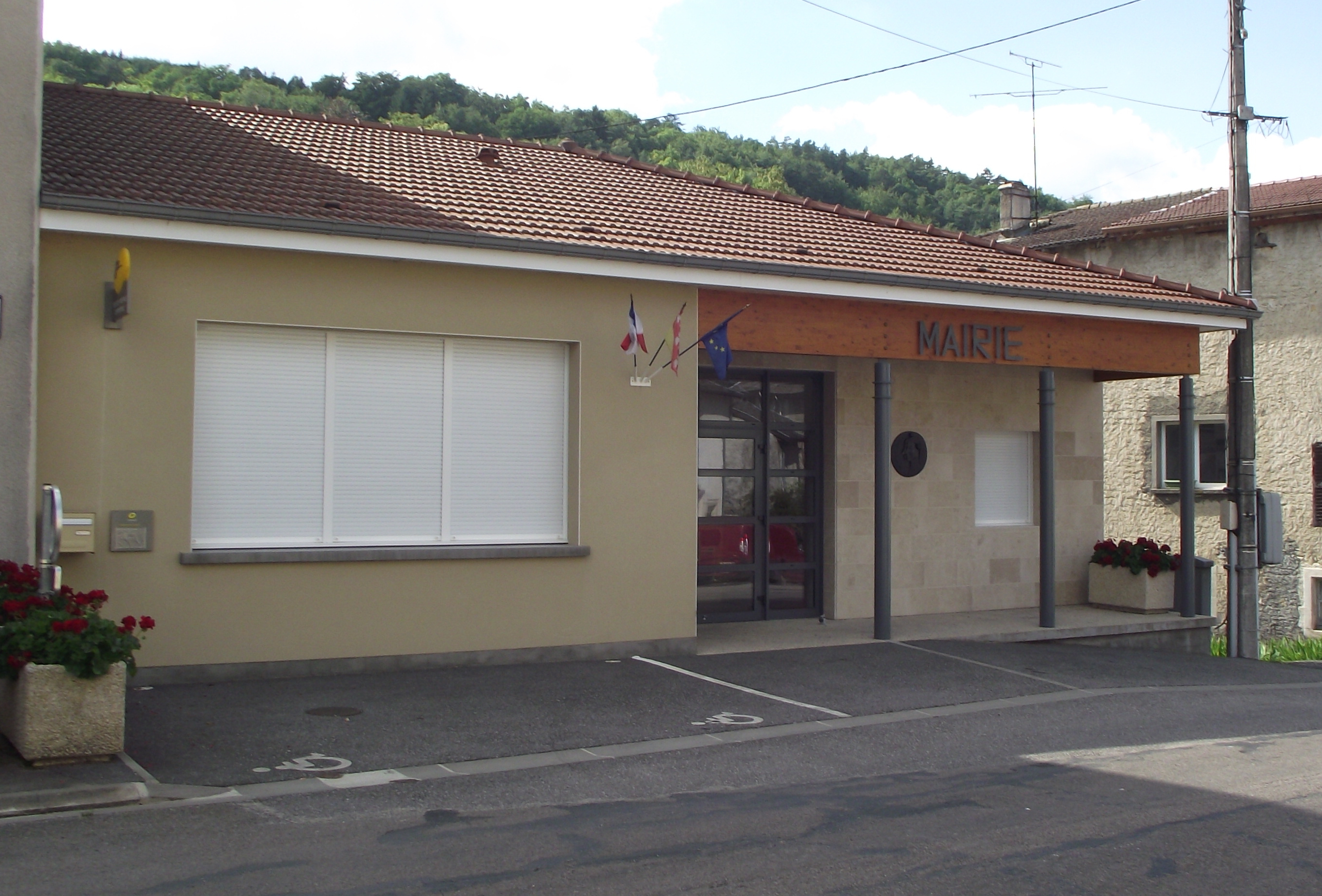
La mairie.

| Période                                  | Période   | Identité          | Étiquette | Qualité |
| ---------------------------------------- | --------- | ----------------- | --------- | ------- |
| Les données manquantes sont à compléter. |           |                   |           |         |
| 1994                                     | mars 2008 | André Mensienne   | MPF       |         |
| mars 2008                                | mai 2020  | Jean-Luc Dintrich |           |         |
| mai 2020                                 | En cours  | Julien Cardot     |           |         |

## Population et société

### Démographie
L'évolution du nombre d'habitants est connue à travers les recensements de la population effectués dans la commune depuis 1793. Pour les communes de moins de 10 000 habitants, une enquête de recensement portant sur toute la population est réalisée tous les cinq ans, les populations de référence des années intermédiaires étant quant à elles estimées par interpolation ou extrapolation. Pour la commune, le premier recensement exhaustif entrant dans le cadre du nouveau dispositif a été réalisé en 2007.

En 2022, la commune comptait 281 habitants, en évolution de −6,95 % par rapport à 2016 (Meuse : −4,4 %, France hors Mayotte : +2,11 %).
| 1793 | 1800 | 1806 | 1821 | 1831 | 1836 | 1841 | 1846 | 1851 |
| ---- | ---- | ---- | ---- | ---- | ---- | ---- | ---- | ---- |
| 580  | 607  | 566  | 526  | 589  | 625  | 646  | 651  | 661  |

| 1856 | 1861 | 1866 | 1872 | 1876 | 1881 | 1886 | 1891 | 1896 |
| ---- | ---- | ---- | ---- | ---- | ---- | ---- | ---- | ---- |
| 560  | 556  | 560  | 542  | 552  | 547  | 503  | 522  | 473  |

| 1901 | 1906 | 1911 | 1921 | 1926 | 1931 | 1936 | 1946 | 1954 |
| ---- | ---- | ---- | ---- | ---- | ---- | ---- | ---- | ---- |
| 454  | 480  | 465  | 430  | 447  | 409  | 397  | 365  | 393  |

| 1962 | 1968 | 1975 | 1982 | 1990 | 1999 | 2006 | 2007 | 2012 |
| ---- | ---- | ---- | ---- | ---- | ---- | ---- | ---- | ---- |
| 372  | 373  | 355  | 330  | 293  | 328  | 310  | 307  | 314  |

| 2017 | 2022 | - | - | - | - | - | - | - |
| ---- | ---- | - | - | - | - | - | - | - |
| 293  | 281  | - | - | - | - | - | - | - |

## Culture locale et patrimoine

### Lieux et monuments

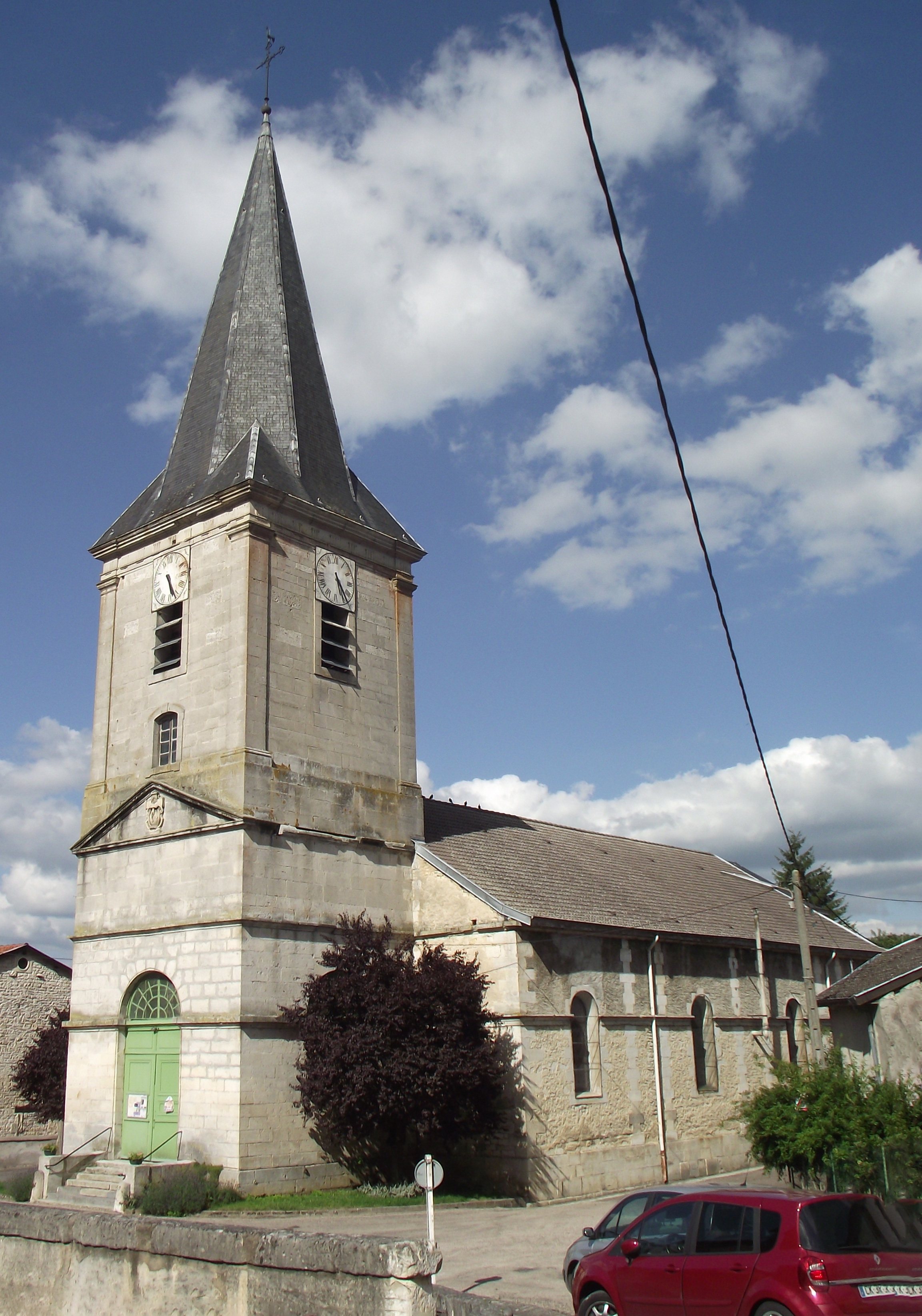
L'église Saint-Pierre et Saint-Paul.

- Monument aux morts : « Maxey-sur-Vaise à ses fils Morts pour la France 1914-1918 et 1939-1945 ».
- L'église Saint-Pierre et Saint-Paul du XIIIe siècle, démolie en 1790, reconstruite au XIXe siècle.
- La chapelle Notre-Dame-de-Grâce du XVIIIe siècle.

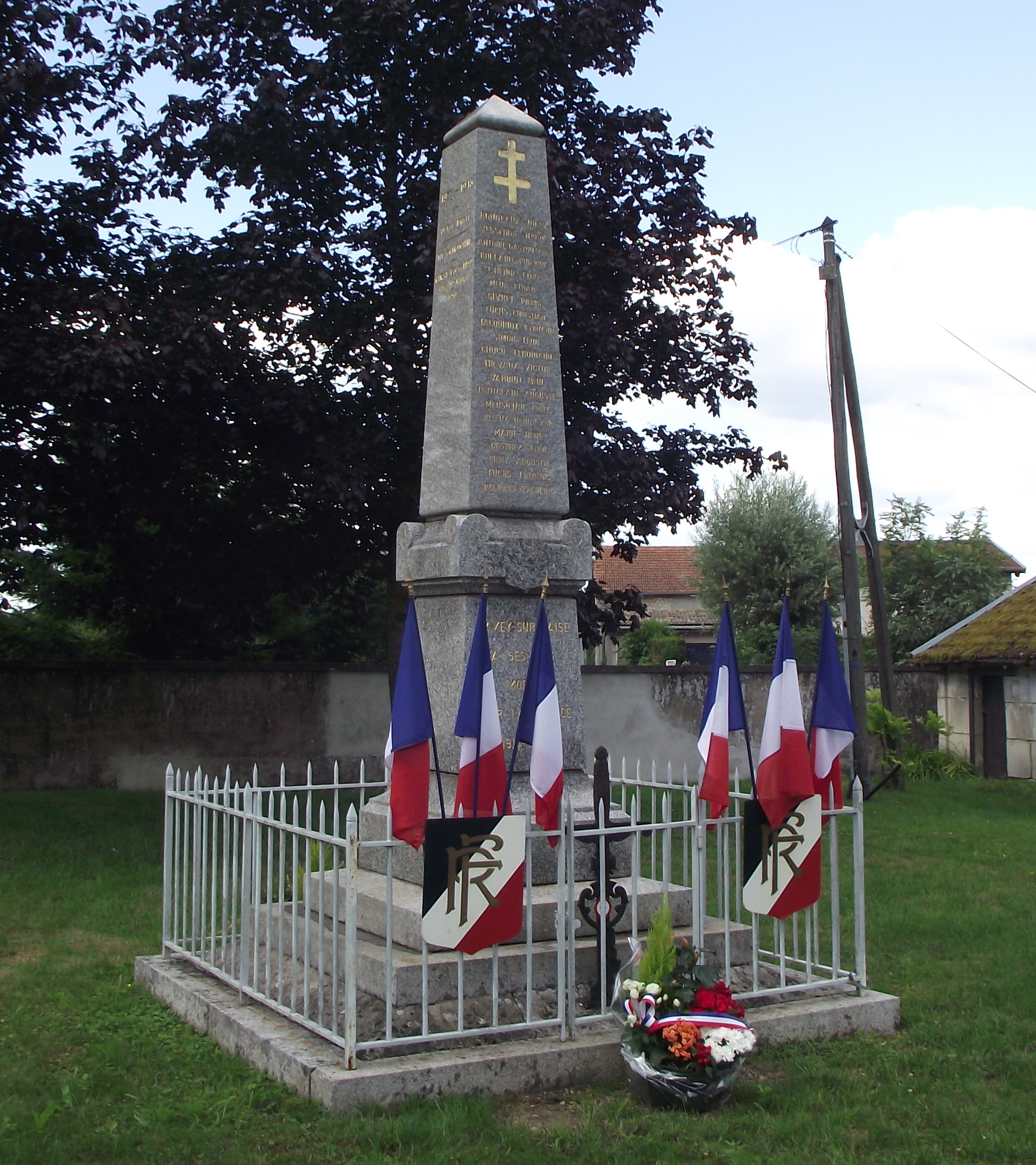
Monument aux morts 1914-1918 et 1939-1945.
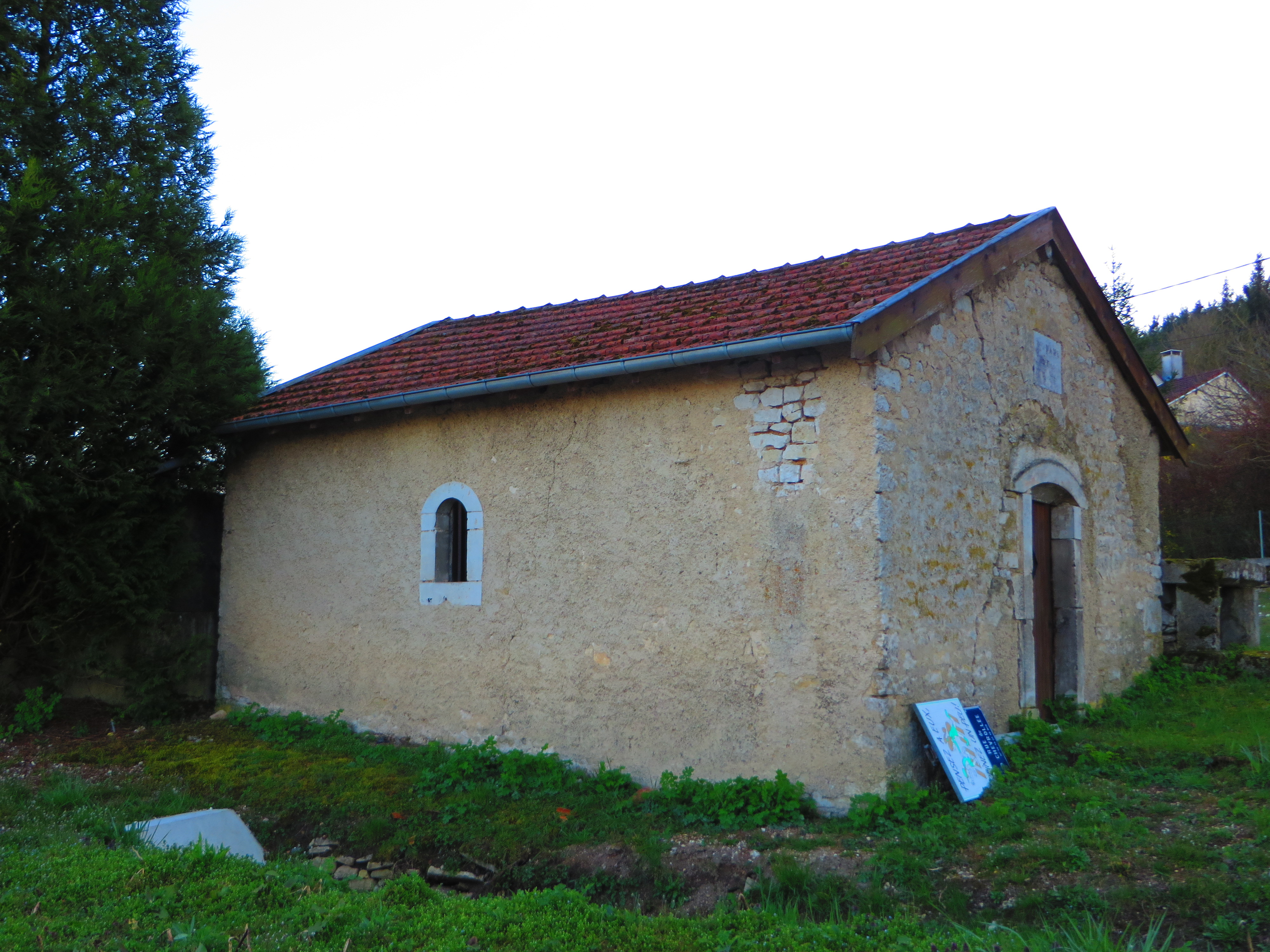
La chapelle Notre-Dame-de-Grâce.

### Héraldique
| Blason de Maxey-sur-Vaise | Blason  | D'azur à la fleur des marais d'or, accostée de deux bars adossés, surmontée d'une jumelle potencée et contre potencée, le tout du même et soutenu d'une trangle ondée d'argent. |
| Blason de Maxey-sur-Vaise | Détails | Création de R.A. Louis avec les conseils de la commission héraldique de l'UCGL. Adopté par la commune en octobre 2014.                                                          |